# Freddie Kini
Freddie Kini (ur. 27 listopada 1992 na Wyspach Salomona) – piłkarz z Wysp Salomona grający na pozycji obrońcy. W barwach reprezentacji Wysp Salomona dotychczas rozegrał 4 mecze.